# 灵灵教
灵灵教又称“属灵教”、“灵灵派”，是由中华人民共和国江苏省淮阴市渔沟镇小学教师，原真耶稣教会信徒华雪和1983年创立的基督教系新兴宗教。1995年，中央办公厅、国务院办公厅下发《关于转发查禁取缔“呼喊派”等邪教组织的情况及工作意见的通知》（厅字[1995]50号），明确“灵灵派”为邪教。其前身是成立于1982年的非法组织“真耶稣教会淮阴办事处”。
1990年华雪和因玩弄妇女，以流氓罪被判处3年劳教，2000年6月29日因病死亡。2014年6月12日，山东省首次公开审理“灵灵教”邪教组织破坏法律实施犯罪案件。经过公诉人指证，法庭辩论等审理环节，7名犯罪嫌疑人分别被判处1年10个月到3年不等的有期徒刑。7名涉案人员均表示认罪服法，不再上诉。

## 名称由来和主要教义
祷告时信徒须全身和肌肉发抖，叫：“灵！灵！灵！……”，所以被称为“灵灵教”。华雪和自称“救主”、“耶稣第二”，将生日农历正月十七改为“圣诞节”，故要奉其名祷告；追求圣灵充满，唱灵歌，跳灵舞，说方言，灵洗。
“灵灵教”声称“世界末日”即将到来，只有加入灵灵教，可以躲避灾难，升入天堂。教徒要完全听从神的安排，不能留恋世上的一切，包括各种物质利益和荣誉，包括父母妻子等亲情，只有放下这一切，才能得到神的救助。并禁止信徒生产和劳动，教导人毫无保留的献出财产。

## 组织体系
灵灵教依照东汉太平道张角兄弟按地域把信徒分成许多“方”，每方下设许多“点”，每方万人或数千人不等。在总部组建三个班子，在此基础上实行“分片包干、责任到人”，并按成绩给予相应的奖惩。

### 引用
1. ↑  . www.chinafxj.cn.   [2022-12-25]. （原始内容存档于2023-06-01）.
2. ↑  . qingdao.iqilu.com.   [2018-11-16]. （原始内容存档于2020-11-12）.